# Shanghai Securities Exchange Building
Le Shanghai Securities Exchange Building (上海证券大厦) appelé aussi Shanghai Stock Exchange Building, est un gratte-ciel de 109 mètres de hauteur situé à Shanghai en Chine dans le quartier de Pudong dans ce qui est le centre financier de la ville. L'immeuble a été construit en 1997. Il abrite la Bourse de Shanghai.

## Description
La structure métallique au sommet de l'immeuble mesure 70 mètres de haut.
En forme d'arche, l'immeuble a été conçu par l'agence canadienne WZMH Architects.